# Chris Peers
Chris Peers (Deinze, 3 marzo 1970) è un ex ciclista su strada belga, professionista dal 1992 al 2004. In carriera si è aggiudicato alcune corse e nel 2001 ha concluso Parigi-Roubaix e Giro delle Fiandre rispettivamente al nono e sesto posto.

## Palmarès

### Strada
- 1988 (dilettanti)

Campionati belgi, Prova in linea Juniores
- 1989 (dilettanti)

5ª tappa Ruban Granitier Breton
- 1991 (dilettanti)

2ª tappa Giro del Belgio dilettanti (Seraing > Aarschot)
Oost-Eeklo dilettanti
2ª tappa, 1ª semitappa Ronde van Henegouwen dilettanti (Gaurain-Ramecroix > Belœil)
6ª tappa Ronde van Henegouwen dilettanti (Amougies > Estaimpuis)
- 1995 (Collstrop, una vittoria)

Liedekerkse Pijl
- 1996 (Lotto, una vittoria)

Grote Prijs Stad Zottegem
- 2000 (Cofidis, una vittoria)

Continentale Classic
- 2001 (Cofidis, due vittorie)

1ª tappa Circuit Franco-Belge (Mouscron > Mont-de-l'Enclus)
Classifica generale Circuit Franco-Belge
- 2003 (Cofidis, una vittoria)

Omloop van de Vlaamse Scheldeboorden

#### Altri successi
- 1993 (Collstrop)

Criterium di Wenzele
- 1994 (Collstrop)

Criterium di Oostende

## Piazzamenti

### Grandi giri
- Tour de France

2000: ritirato (17ª tappa)
- Vuelta a España

1998: 73º
1999: ritirato (16ª tappa)

### Classiche monumento
- Milano-Sanremo

1999: 35º
2000: 80º
2001: 92º
- Giro delle Fiandre

1992: 100º
1993: 69º
2000: 23º
2001: 6º
2003: 28º
2004: 42º
- Parigi-Roubaix

1993: 58º
1998: ritirato
1999: 16º
2000: ritirato
2001: 9º
2004: 30º
2004: 61º

## Piazzamenti

### Competizioni mondiali
- Campionati del mondo su strada

Valkenburg aan de Geul 1998 - In linea Elite: ritirato
Plouay 2000 - Cronometro Elite: 23º
Lisbona 2001 - Cronometro Elite: ritirato